# Aspire Academy
L'Aspire Academy (in italiano l'accademia delle ispirazioni) è un'accademia sportiva qatariota con sede nell'Aspire Zone di Doha.
È stata costituita nel 2005 con lo scopo di reclutare talenti e contribuire allo sviluppo dello sport in Qatar, oltre a fornire istruzione ai giovani.
L'Aspire Academy fu costituita nel 2005, tramite decreto emiratino di Hamad bin Khalifa Al Thani, come un'agenzia indipendente di fondazione governativa che rispondeva direttamente all'emiro.
Il 17 novembre 2005 l'emiro Hamad bin Khalifa Al-Thani officiò la cerimonia di inaugurazione dell'impianto sportivo Aspire Dome, sancendo l'ascesa dell'Aspire Academy a istituto di eccellenza; negli anni, infatti, l'accademia ha ricevuto ampio riconoscimento internazionale.
In seguito il decreto emiratino del 2008, l'Aspire Academy divenne una strategic business unit nell'ambito della nuova organizzazione Aspire Zone Foundation; malgrado la transizione da associazione governativa indipendente a strategic business unit, gli obiettivi originari dell'Aspire Academy rimasero gli stessi.
Aspire possiede il club calcistico spagnolo Cultural Leonesa e la società calcistica belga dell'Eupen. Nell'agosto del 2017 l'Atlético Astorga, altro club spagnolo, annunciò l'affiliazione alla Aspire Academy, che fornì alcuni suoi giocatori alla squadra iberica. Al 3 gennaio 2018 la Aspire vanta una collaborazione con il Leeds Utd, squadra inglese, oltre ad avere un'accademia satellite in Senegal.
All'Aspire Academy sono attribuiti grandi meriti nella crescita dell'intero movimento calcistico qatariota, culminata nella vittoria della Coppa d'Asia 2019 da parte della nazionale maggiore.